# Xavier Richefort
Xavier Richefort, né le 6 octobre 1962 à Poitiers (Vienne) et mort le 22 juillet 2022 à Paris, est un journaliste et animateur français, exerçant principalement sur La chaîne L'Équipe.

## Biographie
Après une carrière de volleyeur professionnel, Xavier Richefort devient journaliste sportif et présente des journaux et des émissions sur L'Équipe TV pendant 7 ans (La Grande Édition, Spécial Week-end, Question de Sport).
Il présente ensuite des journaux d'information et commente des événements sportifs pour Eurosport durant une année, avant de devenir rédacteur en chef sur la chaîne Infosport.
De septembre 2009 jusqu'à juin 2012, il présente sur Orange sport Les Grands Formats du Sport (émission documentaire) ainsi que des matches de handball, des émissions spéciales boxe, etc.
À partir du 12 décembre 2012, il commente les événements sportifs en direct sur La chaîne L'Équipe.
Il meurt subitement à Paris à 59 ans des suites d'un infarctus. Il est inhumé au cimetière Pierre-Grenier de Boulogne-Billancourt.

## Palmarès sportif
- Champion de France de volley-ball en 1993 avec le PSG-Asnières
- Vainqueur de la Coupe de France de volley-ball et vice-champion de France en 1994 avec le PSG-Asnières

## Filmographie
Xavier Richefort a également été acteur et participé à plusieurs œuvres dont L'Homme idéal (réalisé par Xavier Gélin), Wozzeck (opéra mis en scène au Châtelet par Patrice Chéreau), La Reine Margot (réalisé par Patrice Chéreau).
Xavier Richefort a interprété le rôle principal du clip J'appuie sur la gâchette, du groupe de rap français, Suprême NTM (réalisé par Seb Janiak).